# ساتا اینترناسیونال
ساتا اینترناسیونال (به انگلیسی: SATA International) یک شرکت هواپیمایی با کد یاتا S4 است که در تاریخ ۱۹۹۰ میلادی تأسیس شده و در تاریخ ۱۹۹۱ فعالیتش را آغاز کرده‌است.
دفتر مرکزی ساتا اینترناسیونال در آزور، پرتغال واقع شده‌است و قطب این شرکت هواپیمایی در فرودگاه ژان پائولو دوم قرار دارد و به ۲۴ مقصد، پرواز مستقیم انجام می‌دهد.